# Allocormodes lefebvrei
Allocormodes lefebvrei är en insektsart som beskrevs av Van der Weele 1909. Allocormodes lefebvrei ingår i släktet Allocormodes och familjen fjärilsländor. Inga underarter finns listade i Catalogue of Life.